# 杨锦昱

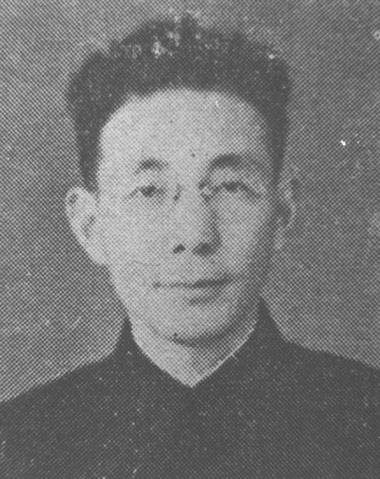

杨锦昱（1905年—？），湖北崇阳人，中华民国政治人物。

## 生平
杨锦昱早年入湖北省立第一师范学校学习。1925年入广州黄埔军校第四期。北伐期间，在北伐军中从事政治工作。后来，杨锦昱任中国国民党湖北省党部委员、中国国民党湖北省党部整理委员会秘书等职务。
1936年，杨锦昱任武昌市政处处长。抗日战争期间，1938年日军攻占武汉后，杨锦昱赴重庆，任蒋介石侍从室秘书、组长。抗日战争结束后，回到武昌，任武昌市政筹备处处长。1946年10月，武昌市政府成立，杨锦昱于1946年10月至1949年3月任武昌市市长。此后任漢口市政府秘書長，任内接受吴忠亚（受中共江汉二地委城工部部长邱肱良、中共天、京、潜县委城工部部长林涯萍委托）的策反，投向中国共产党方面，同警察局长李经世、警察总队长胡武一道，为武汉的“反逃亡、反搬迁、反破坏”工作作出了贡献。
中国人民解放军攻占武汉后，杨锦昱被派往重庆国统区从事策反工作，但因有国民党特务跟踪而未果。1949年底，杨锦昱携妻赴香港定居，1970年代病逝。

## 荣誉
- 三等云麾勋章（1945年12月15日批准[3]）